# Gelat de gel
El gelat de gel, gelat de bastonet o polo és un gelat fet de suc de fruita, de xarop de fruita, o d'aigua amb colorants i sabors, congelat en un motlle. Hom el subjecta amb un bastonet de fusta. Els polos són gelats si bé no tenen textura cremosa.